# Taozhuang
Taozhuang är en ort i Kina. Den ligger i provinsen Shandong, i den östra delen av landet, omkring 200 kilometer söder om provinshuvudstaden Jinan.
Runt Taozhuang är det tätbefolkat, med 427 invånare per kvadratkilometer. Det finns inga andra samhällen i närheten. Trakten runt Taozhuang består till största delen av jordbruksmark.
Genomsnittlig årsnederbörd är 1 224 millimeter. Den regnigaste månaden är juli, med i genomsnitt 241 mm nederbörd, och den torraste är januari, med 11 mm nederbörd.